# Campeonato de España de Ciclismo en Ruta 1932
El XXXII Campeonato de España de Ciclismo en Ruta se disputó en San Sebastián el 23 de octubre de 1932. La prueba se disputó en formato contrarreloj sobre una distancia de 150 kilómetros.
El ganador de la prueba fue el corredor Luciano Montero, que se impuso desde el principio de la carrera. Mariano Cañardo y Salvador Cardona completaron el podio. Éste fue el segundo título que consiguió Montero de los tres que acabaría ganando. 

## Clasificación final
| Pos. | Ciclista          | Equipo | Tiempo    |
| ---- | ----------------- | ------ | --------- |
| 1.   | Luciano Montero   | -      | 4h 12'21" |
| 2.   | Mariano Cañardo   | -      | a 2'45"   |
| 3.   | Salvador Cardona  | -      | a 4'42"   |
| 4.   | Jesús Dermit      | -      | a 7'20"   |
| 5.   | Ricardo Montero   | -      | a 10'17"  |
| 6.   | Vicente Trueba    | -      | a 11'53"  |
| 7.   | Antonio Escuriet  | -      | a 20'39"  |
| 8.   | Bartolomé Flaquer | -      | a 21'11"  |
| 9.   | Isidro Figueras   | -      | a 24'35"  |
| 10.  | Federico Ezquerra | -      | a 24'36"  |
| 11.  | Eusebio Bastida   | -      | a 26'57"  |
| 12.  | José Urdangarín   | -      | a 38'02"  |